# Donskaia Balka
Donskaia Balka (en rus: Донская Балка) és un poble del krai de Stàvropol, a Rússia, que el 2017 tenia 2.113 habitants. Pertany al districte rural de Petrovski.